# Université roumano-américaine
L'université roumano-américaine est une université privée située à Bucarest, en Roumanie, fondée en 1991.

## Anciens étudiants
- Diana Iovanovici Șoșoacă, personnalité politique roumaine.